# Wolfgang Bergsdorf

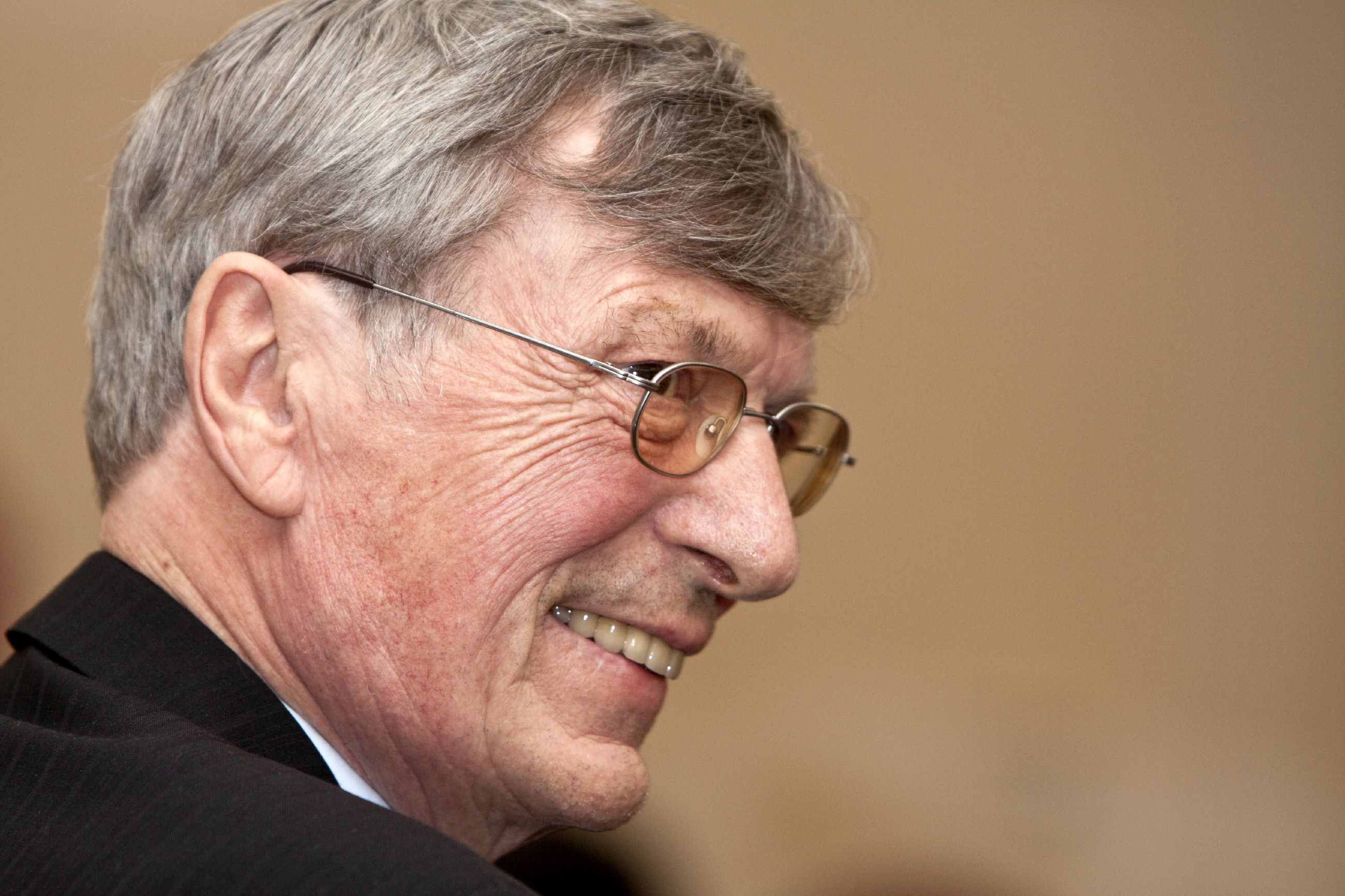
Wolfgang Bergsdorf (2012)

Wolfgang Bergsdorf (* 7. November 1941 in Bensberg, Rheinisch-Bergischer Kreis; † 9. Januar 2024 in Bonn) war ein deutscher Politikwissenschaftler, Publizist und politischer Beamter. Er war ab 1973 Büroleiter und einer der engsten Berater Helmut Kohls, ab 1982 Abteilungsleiter im Presse- und Informationsamt der Bundesregierung und von 1993 bis 1998 Abteilungsleiter Kultur und Medien im Bundesministerium des Innern. Von 2000 bis 2007 war Bergsdorf Präsident der Universität Erfurt und von 2007 bis 2015 Präsident der Görres-Gesellschaft.

## Leben
Bergsdorf studierte von 1961 bis 1970 Soziologie, Psychologie und Politikwissenschaften in Bonn, Köln, München und Regensburg. Er engagierte sich in der studentischen Selbstverwaltung, unter anderem als Sozialreferent des Verbands Deutscher Studentenschaften (VDS). 1970 wurde er zum Dr. phil. promoviert; 1982 habilitierte er sich bei Karl Dietrich Bracher an der Universität Bonn und wurde dort 1987 zum außerplanmäßigen Professor für Politische Wissenschaft ernannt.
Nachdem Bergsdorf bereits während seines Studiums als freier Journalist tätig gewesen war, wurde er nach dem Doktorexamen stellvertretender Parteisprecher der CDU und 1973 Büroleiter des damaligen Parteivorsitzenden Helmut Kohl. Nach dem Regierungswechsel 1982 wurde Bergsdorf zunächst Leiter der Abteilung Inland im Presse- und Informationsamt der Bundesregierung. 1988 begleitete er den Kanzler auf einer privat genannten mehrtägigen Reise in die DDR. Von 1993 bis 1998 leitete Bergsdorf als Ministerialdirektor die Abteilung Kultur und Medien im Bundesministerium des Innern und war als Mitglied des „Küchenkabinetts“ u. a. neben Horst Teltschik und Eduard Ackermann einer der engsten Berater des Bundeskanzlers Helmut Kohl.
Von 2000 bis 2007 war er Nachfolger von Peter Glotz als Präsident der Universität Erfurt.
Wolfgang Bergsdorf hatte mehrere Positionen in Kuratorien und Stiftungen, bspw. von 1986 bis 1996 Mitglied im Fernsehrat des ZDF. Bergsdorf wurde 1985 zum Ritter der Ehrenlegion ernannt. 1986 wurde er mit dem Bundesverdienstkreuz geehrt, 1991 mit dem Bundesverdienstkreuz 1. Klasse. Seit 1991 war er Mitglied der Europäischen Akademie der Wissenschaft und Künste.
Seit 1994 war er Mitherausgeber der christlich orientierten Wochenzeitung Rheinischer Merkur (Erscheinen 2010 eingestellt). Er war Mitglied der katholischen Studentenverbindung KDStV Staufia Bonn im CV und im Kuratorium der Eugen-Biser-Stiftung. Bergsdorf war Mitherausgeber von Die Politische Meinung, der Monatszeitschrift zu Fragen der Zeit, herausgegeben mittlerweile von Norbert Lammert und Bernhard Vogel für die Konrad-Adenauer-Stiftung. 2004 war er stellvertretender Vorsitzender im Programmausschuss des Deutschlandradios. Seit 2006 war er Kuratoriumsmitglied der Bürgerstiftung Rheinviertel. Darüber hinaus war er bis 2023 Vorsitzender des Aufsichtsrats der ProContent gAG, der früheren Medienakademie Ruhr der Funke-Mediengruppe in Essen.
Der Politikwissenschaftler Harald Bergsdorf ist sein Sohn.
Wolfgang Bergsdorf verstarb am 9. Januar 2024 nach kurzer Krankheit in Bonn.

## Schriften
- Die vierte Gewalt: Einführung in die politische Massenkommunikation. Hase & Koehler, Mainz 1980.
- Politik und Sprache. Olzog-Verlag, München 1978